# Boubier
Boubier is een wijk in de Belgische stad Châtelet in de provincie Henegouwen. Boubier ligt in het westen van het stadscentrum. Ten noorden stroomt de Samber.

## Geschiedenis
Het toponiem werd vroeger gebruikt voor een bosgebied verder westwaarts, op de grens van Couillet en Bouffioulx langs de Samber. De Ferrariskaart uit de jaren 1770 toont hier een bos, aangeduid als Bois de Poupier. Tussen Châtelet en het bos is een kapel aangeduid als de Chapelle Notre-Dame de Patience.
In de 19de eeuw werd in Boubier een steenkoolmijn geopend. De stad breidde zich uit in westelijke richting en de wijk kreeg de naam Boubier. In het begin van de 20ste eeuw werd in Boubier een kerk opgetrokken. Een ontwerp van Valentin Vaerwyck werd bekroond bij een wedstrijd in 1903 en de kerk werd gebouwd in 1906 en 1907.
In de Tweede Wereldoorlog werd de kerk beschadigd. In 1948 werd ze gerestaureerd.

## Bezienswaardigheden
- De Église Notre-Dame de Patience, uit het begin van de 20ste eeuw

## Verkeer en vervoer
Door de wijk loopt de weg van Châtelet naar Couillet. Langs Boubier loopt de autosnelweg R3, de ring rond Charleroi.

Deelgemeenten: Bouffioulx · Châtelet · Châtelineau

Overige gehuchten en wijken: Boubier · Chamborgneau · Corbeau · Faubourg · Taillis Pré

Belgische gemeenten · Arrondissement Charleroi · Henegouwen · Wallonië